# Niort
Niort es una ciudad y comuna francesa, capital del departamento de los Deux-Sèvres, en la región de Nueva Aquitania. 

## Geografía
Su núcleo histórico se encuentra en la orilla izquierda del río Sèvre Niortaise (Sevre Niortés). El centro de la ciudad se erige sobre dos colinas: en una está Notre-Dame y el Donjon, en la otra el barrio de Saint-André. Entre ambas se encuentra la calle Victor Hugo, que antiguamente era el lugar del mercado. De aquí a la orilla derecha se accedía por vados, que posteriormente se sustituirían por puentes. Su gentilicio es niortés y en  francés es niortais.
La comuna ha absorbido las de Souché (en 1964), Sainte-Pezenne (en 1965), Saint-Florent (en 1968) y Saint-Liguaire (1971).

## Historia
El origen del nombre de esta ciudad derivaría del latín medieval Novioritum, es decir Nuevo Pasaje (o vado, sobre el citado río Sèvres).
El origen es deconocido, pero se han descubierto tres estatuas de estilo céltico, restos de una comunidad galo-romana: dos diosas madres y una de la diosa Épona.
Niort (pronunciado /njɔʁ/ en francés) surge como un interesante centro comercial en la Edad Media cuando Leonor de Aquitania la declara comuna franca (comuna libre de vasallaje feudal), estableciéndose allí hilaturas, pañerías y tapicerías. Su activo puerto enviaría sal, pescado, lana y trigo, recibiendo a cambio pieles del norte de Europa (y más tarde de Canadá).
En el siglo XX,  Niort y sus alrededores se destacaron por la industria peletera especializada en producir gamuzas.
Un hito en la historia de esta población ocurrió durante las guerras de Religión de Francia: en 1569 se libró allí un combate en el cual murió el conde alemán Wolfgang von Pfalz-Zweibrücken, fanático protestante, intentando auxiliar a los hugonotes.
En Niort nacieron Françoise d'Aubigné (más conocida como Madame de Maintenon) y Santiago de Liniers. La compositora Marie Dessire Beauliu fundó la Sociedad Filarmónica de Niort en el año 1827 y permaneció en esta ciudad hasta su muerte.

## Demografía
| 11 515 | 15 028 | 15 066 | 15 499 | 17 000 | 18 197 | 18 739 | 18 604 | 18 727 | 20 037 | 20 831 | 20 775 | 21 344 | 20 923 | 22 254 | 23 015 | 23 225 | 23 674 | 23 897 | 23 329 | 23 775 | 23 559 | 25 721 | 25 935 | 27 830 | 32 752 | 33 167 | 37 512 | 48 469 | 62 267 | 58 203 | 57 012 | 56 663 | 58 576 | 57 813 | 58 707 |
| Para los censos de 1962 a 1999 la población legal corresponde a la población sin duplicidades (Fuente: INSEE [Consultar]) |        |        |        |        |        |        |        |        |        |        |        |        |        |        |        |        |        |        |        |        |        |        |        |        |        |        |        |        |        |        |        |        |        |        |        |

## Administración y política
En el referéndum sobre la Constitución Europea ganó el sí con un 52,91 % de los votos.
Algunos resultados electorales recientes (primeras vueltas del sistema francés):
| extrema izquierda | Lista de izquierda (socialistas, comunistas y otros) | Lista Caza y Pesca | Derecha tradicional | Frente Nacional |
| ----------------- | ---------------------------------------------------- | ------------------ | ------------------- | --------------- |
| 4,4%              | 57,9%                                                | 2,1%               | 29,3%               | 6,2%            |

Niort es un feudo del PSF, que hace décadas que la gobierna.

## Economía
Según el censo de 1999, la distribución de la población activa por sectores era:
| agricultura | industria | construcción | servicios |
| ----------- | --------- | ------------ | --------- |
| 0,6%        | 10,0%     | 4,6%         | 84,9%     |

Tradicionalmente, Niort ha sido una plaza dedicada al comercio y a las industrias textiles, del cuero y de la piel. A estas actividades se ha añadido la de las mutuas de seguros; es sede de algunas de las mayores de Francia: MAIF, MAAF, MACIF, SMACL, IMA, Groupama y SMIP.

## Deportes
La ciudad acoge al club de fútbol Chamois Niortais FC que juega en el Championnat National, la tercera división del fútbol francés. Su estadio es el Stade René Gaillard cuyo aforo es superior a 11 000 espectadores.

## Hermanamientos
- Coburgo (Alemania)
- Springe (Alemania)
- Wellingborough (Reino Unido)
- Gijón (España)
- Tomelloso (España)
- Biala Podlaska (Polonia)
- Atakpamé (Togo)
- Covè (Benín)

## Curiosidades
- En Niort se desarrolla la acción de la película Las diabólicas (Les diaboliques, 1955) de Henri-Georges Clouzot, que nació allí.
- Gastronomía local: la angélica (planta aromática que se usa para confituras y licores) y tourteau fromager (pastel de queso de cabra o de vaca).